# Royan
Royan è un comune francese di 18 992 abitanti situato nel dipartimento della Charente Marittima nella regione di Nuova Aquitania. La città, andata in gran parte distrutta nel corso della Seconda guerra mondiale, fu rapidamente ricostruita al termine del conflitto ed è oggi un'importante stazione balneare.

## Storia

### Simboli
Nella parte superiore dello scudo sono riuniti i blasoni della famiglia de Coëtivy, signori del luogo nel XV secolo, e del casato di La Trémoille, presente in città a partire dal XVI secolo.
Lo stemma è stato approvato dal consiglio comunale il 19 febbraio 1952 ed è poi stato leggermente modificato il 16 ottobre 1964 per adeguarlo alle convenzioni araldiche.

## Società

### Evoluzione demografica
Abitanti censiti

## Amministrazione

### Gemellaggi
- Gosport, dal 1959[2]
- Balingen, dal 1980
- Annapolis Royal, dal 2002
- Nauplia, dal 2004
- Empoli